# Wellington-Sud (circonscription ontarienne)
Pour la circonscription fédérale, Wellington-Sud
Circonscription électorale provinciale du Canada
Wellington-Sud ((en) Wellington South) est une ancienne circonscription provinciale de l'Ontario représentée à l'Assemblée législative de l'Ontario de 1867 à 1987.

## Historique
| Législature                           | Années         | Député            | Député                  | Parti                     |
| Wellington-Sud                        | Wellington-Sud | Wellington-Sud    | Wellington-Sud          | Wellington-Sud            |
| ------------------------------------- | -------------- | ----------------- | ----------------------- | ------------------------- |
| 1re                                   | 1867-1871      |                   | Peter Gow               | Libéral                   |
| 2e                                    | 1871-1875      |                   | Peter Gow               | Libéral                   |
| 3e                                    | 1875-1876      |                   | Peter Gow               | Libéral                   |
| 3e                                    | 1876-1879      | James Massie      |                         | Libéral                   |
| 4e                                    | 1879-1883      | James Laidlaw     |                         | Libéral                   |
| 5e                                    | 1883-1886      | James Laidlaw     |                         | Libéral                   |
| 6e                                    | 1886-1890      | Donald Guthrie    |                         | Libéral                   |
| 7e                                    | 1890-1894      | Donald Guthrie    |                         | Libéral                   |
| 8e                                    | 1894-1898      | John Mutrie       |                         | Libéral                   |
| 9e                                    | 1898-1902      | John Mutrie       |                         | Libéral                   |
| 10e                                   | 1902-1904      |                   | Joseph Downey           | Conservateur              |
| 11e                                   | 1905-1908      |                   | Joseph Downey           | Conservateur              |
| 12e                                   | 1908-1911      |                   | Joseph Downey           | Conservateur              |
| 13e                                   | 1911-1914      | Henry Scholfield  |                         | Conservateur              |
| 14e                                   | 1914-1919      |                   | Samuel Carter           | Libéral-prohibitionniste  |
| 15e                                   | 1915-1923      |                   | Caleb Henry Buckland    | Conservateur              |
| 16e                                   | 1923-1926      | Lincoln Goldie    |                         | Conservateur              |
| 17e                                   | 1926-1929      | Lincoln Goldie    |                         | Conservateur              |
| 18e                                   | 1929-1931      | Lincoln Goldie    |                         | Conservateur              |
| 18e                                   | 1931-1934      |                   | Duncan Paul Munro       | Libéral                   |
| 19e                                   | 1934-1934      |                   | Duncan Paul Munro       | Libéral                   |
| 19e                                   | 1934-1937      | James Harold King |                         | Libéral                   |
| 20e                                   | 1937-1943      | James Harold King |                         | Libéral                   |
| 21e                                   | 1943-1945      |                   | Leslie Hancock          | Social-démocrate          |
| 22e                                   | 1945-1948      |                   | William Ernest Hamilton | Progressiste-conservateur |
| 23e                                   | 1948-1951      |                   | William Ernest Hamilton | Progressiste-conservateur |
| 24e                                   | 1951-1955      |                   | William Ernest Hamilton | Progressiste-conservateur |
| 25e                                   | 1955-1959      |                   | Harry Worton            | Libéral                   |
| 26e                                   | 1959-1963      |                   | Harry Worton            | Libéral                   |
| 27e                                   | 1963-1967      |                   | Harry Worton            | Libéral                   |
| 28e                                   | 1967-1971      |                   | Harry Worton            | Libéral                   |
| 29e                                   | 1971-1975      |                   | Harry Worton            | Libéral                   |
| 30e                                   | 1975-1977      |                   | Harry Worton            | Libéral                   |
| 31e                                   | 1977-1981      |                   | Harry Worton            | Libéral                   |
| 32e                                   | 1981-1985      |                   | Harry Worton            | Libéral                   |
| 33e                                   | 1985-1987      | Rick Ferraro      |                         | Libéral                   |
| Circonscription fusionnée dans Guelph |                |                   |                         |                           |